# Giulia Gianesini
Giulia Gianesini (Asiago, 21 marzo 1984) è un'ex sciatrice alpina italiana specialista dello slalom gigante.

## Biografia
Originaria di Gallio, la Gianesini ha iniziato a partecipare a gare internazionali FIS nel dicembre del 1999. Ha fatto il suo esordio in Coppa Europa il 18 gennaio 2003 nello slalom speciale di Passo del Tonale, senza completarlo, mentre la sua prima gara in Coppa del Mondo è stata lo slalom gigante di Semmering del 28 dicembre 2004, che non ha concluso.
L'11 marzo 2005 ha colto a Roccaraso in slalom gigante il suo primo podio in Coppa Europa (2ª) e ha ottenuto i primi punti in Coppa del Mondo il 26 gennaio 2008, quando è giunta 24ª nello slalom gigante di Ofterschwang. Sempre in slalom gigante ha colto il suo miglior piazzamento in Coppa del Mondo, 9ª il 24 gennaio 2010 a Cortina d'Ampezzo, e l'ultimo podio in Coppa Europa, 3ª il 15 febbraio 2011 ad Abetone.
Si è ritirata al termine della stagione 2013-2014; la sua ultima gara in Coppa del Mondo è stato lo slalom gigante di Sölden del 26 ottobre e la sua ultima gara in carriera quello dei Campionati italiani 2014, il 30 marzo a Livigno: in entrambi i casi la Gianesini non ha completato la prova. In carriera non ha preso parte né a rassegne olimpiche né iridate.

## Palmarès

### Coppa del Mondo
- Miglior piazzamento in classifica generale: 55ª nel 2010

#### Coppa del Mondo - gare a squadre
- 1 podio:
  - 1 secondo posto

### Coppa Europa
- Miglior piazzamento in classifica generale: 8ª nel 2005
- 6 podi:
  - 4 secondi posti
  - 2 terzi posti

### Campionati italiani
- 7 medaglie[1][2]:
  - 1 oro (slalom gigante nel 2009)
  - 3 argenti (slalom gigante, combinata nel 2006; supercombinata nel 2008)
  - 3 bronzi (supergigante nel 2006; slalom speciale nel 2008; slalom gigante nel 2011)